# Mycetophila bialorussica
Mycetophila bialorussica är en tvåvingeart som beskrevs av Dziedzicki 1884. Mycetophila bialorussica ingår i släktet Mycetophila och familjen svampmyggor. Arten är reproducerande i Sverige. Inga underarter finns listade i Catalogue of Life.